# Distrikt Bolívar (Bolívar)
Der Distrikt Bolívar liegt in der Provinz Bolívar in der Region La Libertad im Westen von Peru. Der Distrikt besitzt eine Fläche von 736 km². Beim Zensus 2017 wurden 4879 Einwohner gezählt. Im Jahr 1993 lag die Einwohnerzahl bei 4554, im Jahr 2007 bei 4751. Die Distriktverwaltung befindet sich in der 3129 m hoch gelegenen Provinzhauptstadt Bolívar mit 1703 Einwohnern (Stand 2017).

## Geographische Lage
Der Distrikt Bolívar liegt am Ostufer des nach Norden strömenden Río Marañón zentral in der Provinz Bolívar. Dessen rechte Nebenflüsse Río Chocta und Río Sute (auch Río Cujibamba) begrenzen den Distrikt im Süden und im Nordwesten. Letzterer entwässert den nördlichen Distriktteil nach Westen. Entlang der östlichen Distriktgrenze verläuft die peruanische Zentralkordillere mit der Wasserscheide zum weiter östlich gelegenen Einzugsgebiet des Río Huallaga.
Der Distrikt Bolívar grenzt im Südwesten an die Distrikte Sitacocha und José Sabogal (beide in der Provinz San Marcos), im Nordwesten an den Distrikt Ucuncha, im Norden an den Distrikt Uchumarca, im Osten an den Distrikt Huicungo (Provinz Mariscal Cáceres) sowie im Süden an den Distrikt Bambamarca.